# Boulevard Tchistoproudny
Boulevard des Étangs-Purs
Le boulevard Tchistoproudny ou boulevard des Étangs-Purs (russe : Чистопрудный бульвар, Tchistoproudny boulvar) est un boulevard du centre-ville de Moscou.

## Situation et accès

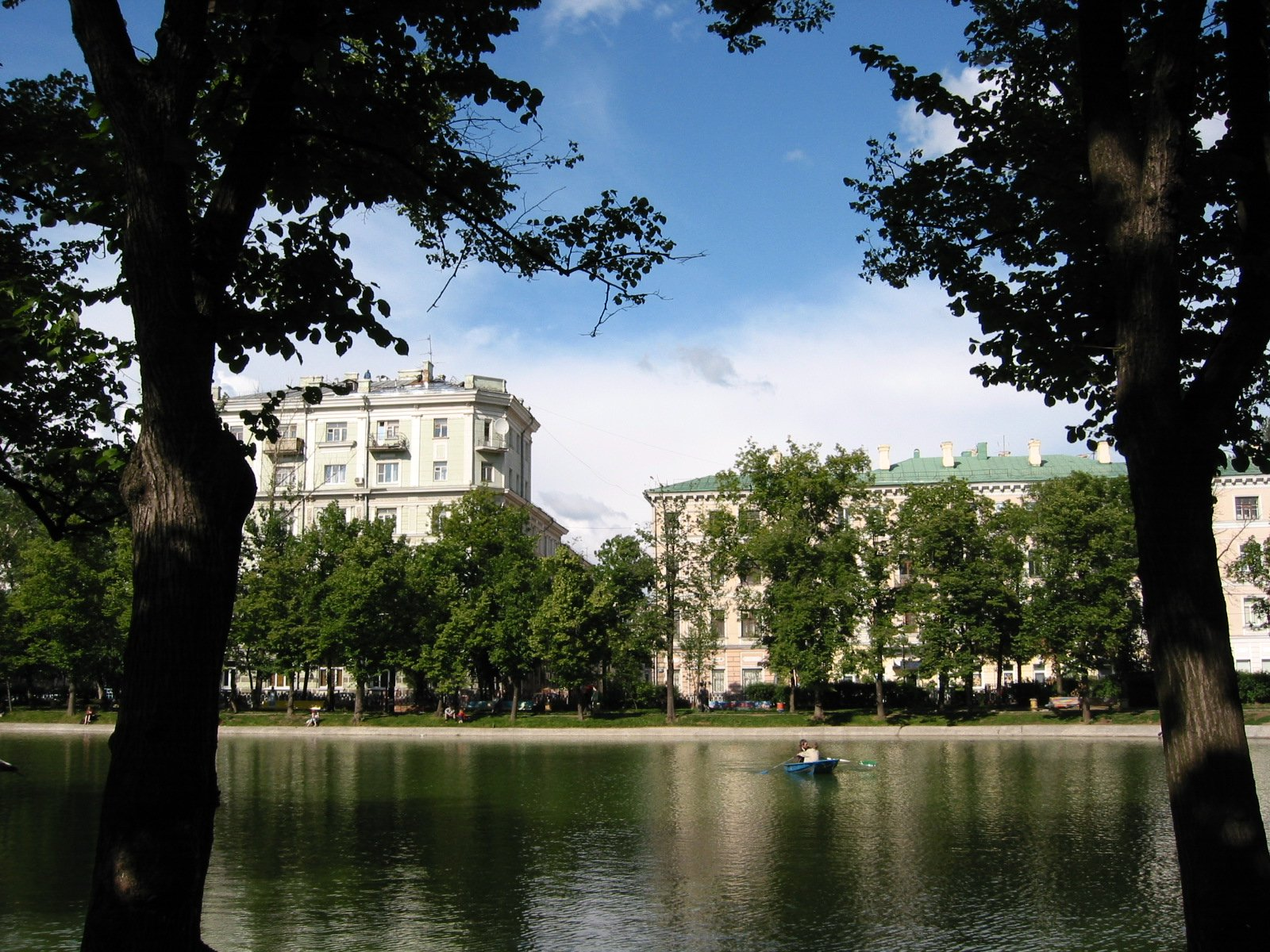
Vue des Étangs purs.

Situé dans l'arrondissement Basmanny, il va de la place de la porte Miasnistskaïa, à partir de laquelle il est numéroté, jusqu'à celle de la porte Pokrovsky. 
C'est le boulevard le plus long après le boulevard Tverskoï (ou boulevard de Tver) formant la Ceinture ou l'Anneau des boulevards (Koltso) qui entoure la vieille ville de Moscou.

## Origine du nom
Les Étangs purs (russe : Чистые пруды, Tchistye proudy) se trouvent sur le boulevard qui est donc nommé d'après eux ; en fait les Étangs purs ne sont plus qu'un aujourd'hui.

## Historique
L'étang se trouve sur une parcelle qui avait été achetée par Menchikov, le favori de Pierre le Grand, non loin de la rue Miasnitskaïa (littéralement rue Bouchère). Il ordonna en 1703 de nettoyer cette zone anciennement marécageuse qui était située dans le quartier des bouchers et qui était insalubre. Il porte son nouveau nom depuis cette époque et les boucheries ont cessé leur activité quelques années plus tard en 1710.
Menchikov se fit construire une demeure jamais aboutie car il partit pour Saint-Pétersbourg en 1710, lorsqu'il en fut nommé gouverneur, et abandonna ses projets moscovites, sauf une église particulièrement originale dédiée à l'archange saint Gabriel, en forme de tour baroque, d'où son nom de Tour Menchikov, qui surplombe les environs.
Lorsqu'après l'incendie de Moscou en 1812 (à cause de l'avancée de Napoléon), les murs de Bely Gorod, déjà partiellement détruits, disparurent définitivement, on réaménagea le boulevard, ainsi que l'étang. On construisit un grand hôtel à la Porte Pokrovskaïa, qui subsiste de nos jours, et un autre Porte Miasnitskaïa démoli dans les années 1930. L'entrée de la station de métro Tchistye proudy et la statue de Griboïedov s'y trouvent à sa place.
Des maisons ne dépassant pas trois étages furent construites au cours du XIXe siècle et surélevées au milieu du XXe tout en gardant leur aspect originel.
C'est dans ce quartier où vécut Mikhaïl Boulgakov que se situent nombre de scènes de son roman Le Maître et Marguerite.

## Bâtiments remarquables et lieux de mémoire

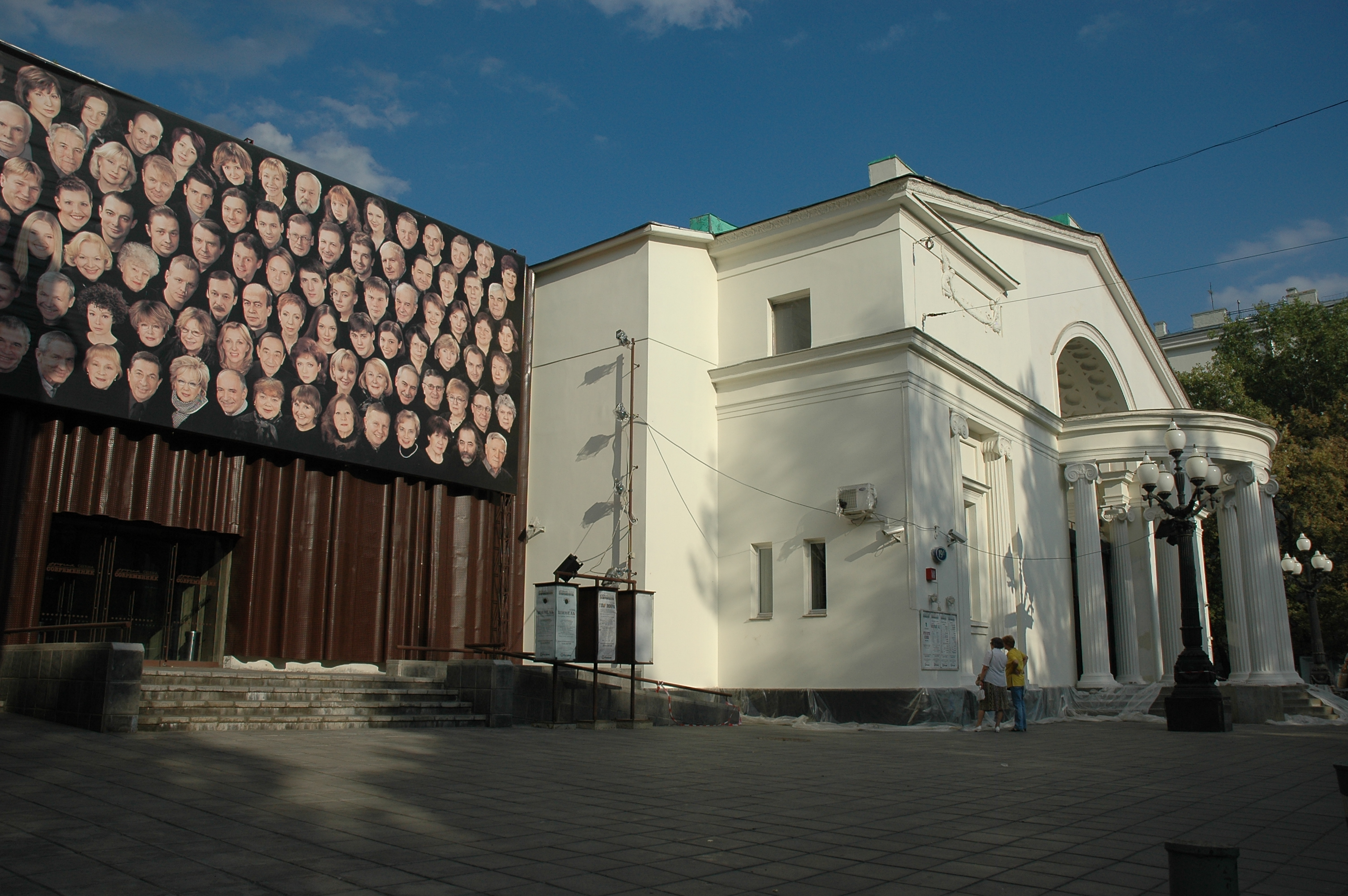
Le théâtre Sovremennik.

Parmi les bâtiments donnant sur le boulevard des Étangs-Purs, on remarque :
- no 1 : Hôtel particulier du marchand Goussiatnikov qui a survécu à l'incendie de 1812.
- no 3 : Ambassade du Kazakhstan à Moscou. Une statue d'Abaï Kounanbaliev a été élevée à proximité en 2006[2].
- no 9 : Immeuble d'habitation de style postconstructiviste (1938-1941), architecte Cherfetdinov.
- no 11/4 : Maison du XVIIe siècle, réaménagée aux XIXe et XXe siècles, où demeura le sculpteur Giovanni Vitali vers 1830-1840.
- no 19a : Théâtre Sovremennik, construit en 1914 par Roman Klein. C'était alors un cinéma (Le Colisée) qui subsista jusqu'en 1970. Le théâtre ouvrit en 1974.
- no 23 : Eisenstein, le célèbre cinéaste soviétique, vécut dans un appartement de cet immeuble de rapport construit en 1900, de 1920 à 1934.
- no 25/21 : Immeuble Art nouveau, construit par Peter-Josef Drittenpreis en 1901.
- no 10/1 : Hôtel particulier construit par Weber en 1876.
- no 12/7 : Hôtel particulier Pachkov construit au début du XIXe siècle.
- no 14 : Ancien immeuble de rapport de la paroisse de l'église de la Trinité-Na-Griazekh construit en 1908-1909 surélevé à la fin de l'ère soviétique. C'est un exemple remarquable d'Art nouveau à la russe, présentant sur la façade des statues d'animaux sauvages.

## Sources
- Traduction partielle de l'article WIKIPEDIA en russe.